# مفانگانو

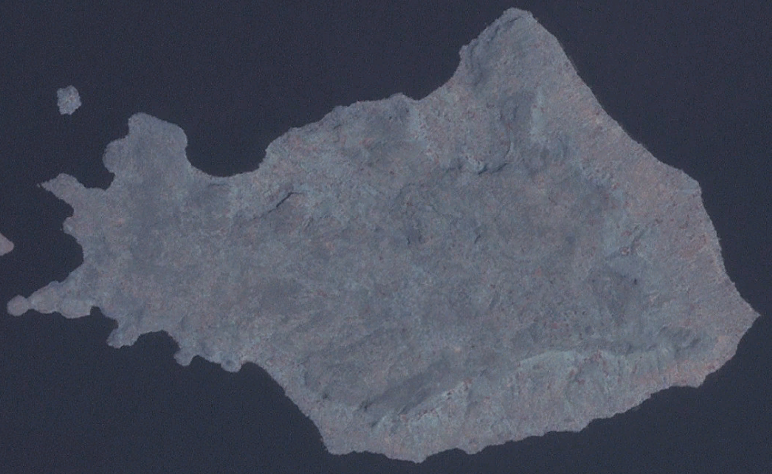
تصویر ماهواره ای مفنگانو

جزیره مفنگانو در قسمت شرقی دریاچه ویکتوریا و در دهانه خلیج وینام قرار دارد. بخشی از کشور کنیا است و در غرب جزیره روسینگا قرار دارد. این جزیره ۶۵ کیلومتر مربع مساحت دارد و در نقطه کوه کویتوتو به ۱۶۹۴ متر ارتفاع می‌رسد. در سرشماری سال ۱۹۹۹ جمعیت آن ۱۶۲۸۲ نفر بوده‌است. از نظر اداری، مفنگانو بخشی از شهرستان خلیج هوما است.